# Поляна (Ардатовский район)
Поля́на (ранее также Трёхсвятское, До́лгая Поля́на и Поля́ны) — село в Ардатовском районе Нижегородской области Россия. Входит в состав рабочего поселка Ардатов.

## Этимология
Существуют два противоречащих друг другу объяснения происхождения названия села. Согласно первой, имеется в виду поляна, образовавшаяся после вырубки леса крестьянами соседних сёл. По другой версии, название происходит от местного природного ландшафта, причём краевед Александр Базаев специально подчёркивает, что название не имеет отношения к вырубке леса, а филолог Николай Морохин обращает внимание на множественность топонима в Нижегородской области.

## История
В 1712 году на месте старой деревянной церкви был построен каменный храм из местного кирпича. Говорили, что храм в Поляне имел самую высокую колокольню. Церковь в Поляне была закрыта в 1936 году. Старинные книги, иконы были уничтожены. Тогда же уничтожили книгу, содержавшую летопись возникновения и развития села. Помещение храма первоначально использовалось как колхозный зерносклад, в 1952 году оно было полностью разрушено, а кирпич был вывезен в Ардатов на строительство бани. В селе сохранилось лишь три рисунка с изображением храма.
По документальным данным, накануне крестьянских реформ село было владельческим, все жители принадлежали помещикам. Село относилось ко второму стану Ардатовского уезда Нижегородской губернии и находилось по правую сторону от почтового тракта Арзамас — Ардатов, в трех верстах от последнего. В селе числилось 27 дворов и 592 жителя (262 мужского пола и 330 женского).
В середине 80-х гг. XIX в. село было известно как один из центров производства растительных масел — здесь действовало 9 конных маслобоен. В то же время Поляна была и местом проведения ярмарок, они проводились ежегодно летом 25 июня.
Крестьяне с. Поляна выращивали озимую рожь, яровые хлеба, пшеницу, просо, гречиху, лен, картофель, лук, капусту, огурцы; в хозяйству держали лошадей, коров, овец, свиней.
После войны в население в селе заметно убавилось, с фронта не вернулось 120 человек. В селе оставалось около 200 домов. В 1959 г. Поляна отделилась от леметкого колхоза и стала учебным хозяйством Ардатовского сельхозтехникума. В 1980 г. на месте разрушенной церкви построен магазин.
Осенью 1985 г. в Поляне открылся филиал Мухтоловской швейной фабрики.

## Географическое положение
Село находится на юго-западе Нижегородской области России, на автомобильной дороге Ардатов — Мухтолово. Расстояние от Ардатова 3 км. Село связано просёлочными дорогами с сёлами Леметь на северо-западе (расстояние 4 км) и Нуча на северо-востоке (3 км) и деревней Липелей на востоке (3 км). На расстоянии 1 км к западу от села протекает река Леметь, а несколько севернее села имеется овраг глубиной около 8 м.
Высота над уровнем моря — около 147 метров. 
Село Поляна, как и вся Нижегородская область, находится в часовой зоне МСК (московское время). Смещение применяемого времени относительно UTC составляет +3:00.

## Административная принадлежность
Село Поляна входит в состав административно-территориального образования Рабочий посёлок Ардатов Ардатовского муниципального округа Нижегородской области Российской Федерации.

## Климат
Село находится в зоне умеренно-континентального климата, который характеризуется холодной продолжительной зимой и тёплым, но достаточно коротким летом. За год выпадает в среднем 450—550 мм осадков, из них 68 % — в виде дождя и 32 % — в виде снега. Среднегодовая относительная влажность воздуха — 76 %. Снежный покров достигает 50 см, а в особо снежные зимы может достигать одного метра и более.
Весна приходит резко, обычно к середине апреля, при этом вплоть до середины мая нередки заморозки. Лето сравнительно короткое и достаточно жаркое — в отдельные годы температура может достигать 36 °C. Шапка лета приходится на июль. В конце весны и лета нередки грозы — их может случаться до 20 за год, почти каждый год выпадает град. Осень приходит в сентябре и стоит до начала ноября, но уже в сентябре нередки заморозки. Зима наступает в начале ноября и продолжается до середины марта. Обычно первый снег выпадает в октябре и держится в течение пяти месяцев, сходит к 10—15 апреля. Почва промерзает на глубину 70—90 см.
Вегетационный период составляет 189 дней, продолжительность безморозного периода — 137 дней.

## Население
| Численность населения | Численность населения | Численность населения | Численность населения | Численность населения | Численность населения | Численность населения | Численность населения |
| 1859                  | 1897                  | 1912                  | 1916                  | 1999                  | 2002                  | 2010                  | 2021                  |
| --------------------- | --------------------- | --------------------- | --------------------- | --------------------- | --------------------- | --------------------- | --------------------- |
| 592                   | ↗754                  | ↗930                  | ↘890                  | ↘385                  | ↘367                  | ↘331                  | ↘309                  |

## Инфраструктура
В селе две улицы: Школьная и Южная, которые отходят под прямым углом от проходящего через село шоссе Ардатов — Мухтолово.

## Комментарии
1. ↑  Указано как «Поляны».
2. ↑  Указано как «Поляны».